# Salthouse
Salthouse är en ort och civil parish i Storbritannien.   Den ligger i grevskapet Norfolk och riksdelen England, i den sydöstra delen av landet, 180 km nordost om huvudstaden London. Salthouse ligger 7 meter över havet och antalet invånare är 196.
Terrängen runt Salthouse är platt. Havet är nära Salthouse åt nordost. Runt Salthouse är det ganska tätbefolkat, med 104 invånare per kvadratkilometer. Närmaste större samhälle är Cromer, 14,4 km öster om Salthouse. 